# 矽鍺
矽鍺（縮寫為SiGe），是一種合金，依矽和鍺的莫耳比可以表示成SixGe1-x。常被用作積體電路（IC）中的半導體材料，可做成异质结双极性晶体管或CMOS電晶體中的應變誘發層（strain-inducing layer）。IBM公司于1989年在工业生产中引入了硅锗合金相关技术，这一新技術使混合訊號積體電路和類比積體電路的設計与生产多了一項選擇。

## 製作
使用傳統的矽半导体器件制造技術，即可在晶圓上形成SiGe。在CMOS製程方面，SiGe製程的成本和矽製程相當，但在異質接面技術方面，SiGe製程的成本比砷化鎵製程還要低。近來，使用有機金屬氣相磊晶 （MOVPE）沉積高純度的含Ge薄膜、SiGe和應變矽時，會使用只有少量危害的液體來當做替代物，像有机锗化合物前体（如：异丁基锗烷、三氯锗烷、二甲氨基三氯锗烷）。
擁有SiGe製作服務的共有以下幾家公司：國際商務機器（IBM）、意法半導體（STMicroelectronics）、台灣積體電路製造股份有限公司（TSMC）、飛思卡爾（Freescale，原本的摩托羅拉半導體部門）、索尼（Sony）、Atmel、特許半導體、邁瑞、英飛凌（Infineon）、德州儀器（TI）、IHP、捷智半導體，原本的勝訊（Conexant）。超微半導體（AMD）有意加入IBM的SiGe應變矽技術開發計畫，让技術邁入65nm级规模。
2015年七月，IBM公司宣布通过SiGe工艺制成了7纳米级晶体管，有望使晶体管的产量上升三倍。

## 應用
SiGe材料可讓異質接面雙極性電晶體整合進CMOS邏輯積體電路，達成混合訊號電路的功能。異質接面雙極性電晶體比起同質接面雙極性電極體，擁有高順向增益、低逆向增益、低電流和較好的高頻特性等優點。但在異質面技術中，与仅使用硅的技术相比，SiGe这种化合物半導體更容易进行能帶调节。
絕緣體上矽鍺（Silicon-germanium-on-insulator，縮寫為SGOI）是一項類似絕緣體上矽（Silicon-on-insulator，縮寫為SOI）的技術，現今被運用在電腦的晶片。SGOI技術可以增加原子間的距離，加快電流流動的速度，以提高微晶片中電晶體的速度。

## 外部連結
- Ge Precursors for Strained Si and Compound Semiconductors; Semiconductor International, April 1, 2006.